# Anna Grau
Anna Grau Àrias (Gerona, 21 de septiembre de 1967) es una periodista y escritora  española.

## Trayectoria
Nacida en Gerona en 1967, es licenciada en periodismo por la Universidad Autónoma de Barcelona (UAB). Ha trabajado en diferentes medios de comunicación a lo largo de su carrera, habiendo sido delegada del diario Avui en Madrid y corresponsal de ABC en Nueva York, así como colaboradora en diferentes programas de RTVE, Telemadrid, La Sexta, EsRadio, Cadena SER, Onda Cero y Onda Madrid.
El 11 de noviembre de 2019, Grau se afilió al partido político Ciudadanos-Partido de la Ciudadanía (Cs), un día después de la debacle de la formación naranja de Albert Rivera en las elecciones generales de España del mismo año. En julio de 2020, fue elegida presidenta de la asociación Sociedad Civil Catalana en Madrid. El 7 de enero de 2021 se anunció que sustituiría a Lorena Roldán (tras su marcha a las listas del Partido Popular) como número 2 de Ciudadanos en las Elecciones al Parlamento de Cataluña de 2021.
Grau es autora de las novelas El dia que va morir el president (1999) y Dones contra dones (2000), así como de varios libros de no-ficción, como Per què parir (2007), De cómo la CIA eliminó a Carrero Blanco y nos metió en Irak (2011), #Podemos (2014) y ¿Los españoles son de Marte y los catalanes de Venus? (2015).
En febrero de 2023, fue designada por Ciutadans a la alcaldía de Barcelona en las elecciones municipales y autonómicas de 28 de mayo.

## Vida privada
Grau fue pareja del escritor español Fernando Sánchez Dragó.

## Obra

### Ficción
- El dia que va morir el president (1999)
- Dones contra dones (2000)
- Supèrbia: endarrere aquesta gent (2003)
- Com la sal (2006)
- Rínxols d'Or (2006)

### No-ficción
- Què pensa Xavier Trias (2003)
- Per què parir (2007)
- De cómo la CIA eliminó a Carrero Blanco y nos metió en Irak (2011)
- #Podemos (2014)
- ¿Los españoles son de Marte y los catalanes de Venus? (2015)